# Lochmorhynchus tumbrensis
Lochmorhynchus tumbrensis là một loài ruồi trong họ Asilidae. Lochmorhynchus tumbrensis được Artigas miêu tả năm 1970.